# Ligne de Savenay à Landerneau
La ligne de Savenay à Landerneau est une ligne de chemin de fer française à voie normale reliant les villes de Savenay et Landerneau. Le tronçon de Quimper à Redon via Lorient, Auray, et Vannes permet la circulation du TGV Atlantique de Paris à Quimper via Rennes, et son tronçon de Quimper à Savenay via Lorient, Auray, et Vannes permet la circulation des trains Intercités vers les villes du sud de la France via Nantes. La ligne est également utilisée dans son intégralité par les trains TER Bretagne et sur une portion par les TER Pays de la Loire qui desservent les anciennes petites gares devenues de simples arrêts.
En 1862, la ligne Savenay – Landerneau est la première ligne de pénétration du chemin de fer en Bretagne sud pour y desservir les principales villes que sont Vannes, Auray, Lorient et Quimper. Elle permet dès cette époque des liaisons grandes lignes avec Paris via Rennes ou Nantes par le nœud ferroviaire de Redon.

## Histoire

### De Nantes à Châteaulin, et embranchement Napoléonville

#### 1855: première concession
- Loi

Le 2 mai 1855 une loi est promulguée pour un « Chemin de fer de Nantes à Châteaulin, avec embranchement sur Napoléonville », elle précise que l'État s'engage à verser une subvention de 25 millions de francs pour la réalisation de ce chemin de fer.
- Convention

Le 14 juin 1855 une convention est signée entre l'État et la compagnie du chemin de fer d'Orléans donnant, dans son article premier, la concession à cette compagnie. L'article 2 précise qu'il doit y avoir, à ou près de Savenay, un détachement de la ligne Nantes - Saint-Nazaire, puis un passage par les villes de Redon, Lorient et Quimper en allant en direction de Châteaulin. L'emplacement de l'embranchement pour Napoléonville n'est pas déterminé, il le sera par « l'administration supérieure ». Le décret Impérial fournira la date de départ des temps imposés pour l'exécution des sections : de Savenay à Lorient (5 ans), de Lorient à Quimper (8 ans), de Quimper à Châteaulin (9 ans), et une même durée de 9 années est fixée pour l'embranchement vers Napoléonville.
- Cahier des charges

Un cahier des charges précise certaines données techniques, notamment que l'ensemble des achats d'emprises et les travaux doivent être exécutés pour un chemin de fer comportant deux voies, mais que les rails ont la possibilité de n'être posés que pour une voie, d'autres précisions concernent entre autres des obligations pour des services publics : l'acheminement postal, les lignes télégraphiques et les services attachés, des secours en cas d'accidents, le transport des militaires et des marins.
- Ingénieurs attachés au contrôle des travaux

Des ingénieurs des chemins de fer sont nommés pour le « contrôle des travaux du chemin de fer de Savenay à Châteaulin et de l'embranchement de Napoléonville », il s'agit de l'ingénieur en chef Jégou et des ingénieurs ordinaires François Watier et de Fréminville. L'embranchement de Auray à Napoléonville, également à voie unique sur des infrastructures pour deux voies, est inauguré le 18 décembre 1864

#### 1862-1864: inaugurations
La compagnie du PO tient ses délais et les inaugurations des sections vont se succéder au fur et à mesure de la fin de la pose d'une voie unique sur des infrastructures construites pour deux voies comme prévu dans le cahier des charges de la concession. La section de Savenay à Lorient est inaugurée le 26 septembre 1862, de Lorient à Quimper le 8 septembre 1863, et de Quimper à Châteaulin le 12 décembre 1864. L'embranchement d'Auray à Napoléonville, également à une voie sur des infrastructures prévue pour deux, est inauguré le 18 décembre 1864.

### De Châteaulin à Landerneau
Cette section est déclarée d'utilité publique par décret impérial le 14 juin 1861.

#### 1863: seconde concession
La petite section, moins de 53 km, de Châteaulin à Landerneau n'est pas comprise dans la concession de 1855, bien que cela soit envisagé, du fait de son profil difficile et d'une alternative possible avec un service de bateaux à vapeur sur l'Aulne et la rade de Brest. Une étude attentive de l'option prévue fait apparaître les inconvénients de cette solution. La ligne « de Châteaulin à Landerneau » est concédée à titre définitif à la Compagnie du chemin de fer de Paris à Orléans par une convention signée le 11 juin 1863 entre le ministre des Travaux publics et la compagnie. Cette convention est approuvée par un décret impérial le 6 juillet 1863. La compagnie dispose de 8 années pour construire et mettre en service la ligne. Les travaux débutent en septembre 1865.

#### 1867: inauguration
L'inauguration le 16 décembre 1867 du tronçon de Châteaulin à Landerneau permet le lien extrême ouest entre les voies du nord et du sud de la Bretagne.

### Tracé et profil
Après Savenay, reliée à Nantes par la ligne de Nantes à Saint-Nazaire, c'est la traversée de la Vilaine et l'arrivée à Redon, nœud ferroviaire relié à Rennes via la ligne Rennes - Redon. Jusque-là très favorable, le profil de la ligne devient plus difficile, avec des rampes allant jusqu'à des taux de 9 ‰. En quittant Redon, la ligne traverse le canal de Nantes à Brest et l'Oust avant de pénétrer dans le Morbihan.  Elle dessert les gares de Saint-Jacut et Malansac avant l'arrivée à Questembert, point de départ du détachement de la ligne de Questembert à Ploërmel.
À Vannes, la ligne atteint le littoral, qu'elle ne peut épouser en raison de l'extrême découpage de la côte, elle passe par les anciennes villes situées au fond des rias. À Auray, la ligne reçoit l'antenne de Quiberon et l'embranchement vers Saint-Brieuc via Pontivy. Après Hennebont la voie arrive à Lorient, puis pénètre dans le Finistère à Quimperlé la ligne traverse Rosporden, où une antenne mène à Concarneau, avant d'atteindre la gare de Quimper, comptant quatre quais et desservant la préfecture du Finistère. Au-delà, la ligne continue vers Châteaulin puis Landerneau où elle fait le lien avec la ligne Paris - Brest.
Le tronçon allant de Quimper à Châteaulin est ainsi décrit en 1865 :

« En sortant de Quimper, la ligne (...) s'engage sous un tunnel long de trois cents mètres, puis franchit une première fois la vallée du Steïr, dont le cours extrêmement sinueux offre à chaque instant un obstacle à son passage. (...) Le tunnel de Plogonnec (...) perfore une montagne granitique élevée de 76 mètres au-dessus du niveau de la mer. Au sortir de ce tunnel, et après avoir suivi pendant un kilomètre une pente douce terminée par un palier de 320 mètres de longueur, le tracé reprend pendant un espace de 4 kilomètres sa marche ascendante jusqu'à la station de Quéménéven, seule station intermédiaire de cette section. De Quéménéven, la voie ferrée s'élève sur le sommet des plateaux par une rampe continue de dix millièmes, sur une longueur de près de 5 kilomètres, et arrive enfin à son point culminant. À partir de ce point qui l'a placé à une hauteur de près de 109 mètres au-dessus du niveau de la mer, le tracé descend vers Châteaulin (...). »

### Vitesses limites
(décembre 2017).
Vitesses limites de la ligne en 2014 pour les TGV entre Savenay et Quimper, pour les AGC au-delà (voie non électrifiée). Ces vitesses sont données en sens impair et certaines catégories de trains, comme les trains de marchandises, possèdent généralement des limites plus faibles :
| De                           | À                            | Limite |
| ---------------------------- | ---------------------------- | ------ |
| Savenay (km 469,5)           | Sévérac (km 498,6)           | 140    |
| Sévérac (km 498,6)           | Redon (km 511,4)             | 130    |
| Redon (km 511,4)             | Malansac (km 528,6)          | 160    |
| Malansac (km 528,6)          | km 544,2                     | 220    |
| km 544,2                     | Auray (km 584,9)             | 160    |
| Auray (km 584,9)             | Hennebont (km 611,3)         | 200    |
| Hennebont (km 611,3)         | km 622,5                     | 140    |
| km 622,5                     | Gestel (km 628,3)            | 150    |
| Gestel (km 628,3)            | km 667                       | 160    |
| km 667                       | km 678,5                     | 130    |
| km 678,5                     | Quimper (km 684,8)           | 160    |
| Quimper (km 684,8)           | Quéménéven (km 702,6)        | 120    |
| Quéménéven (km 702,6)        | Châteaulin (km 715,2)        | 110    |
| Châteaulin (km 715,2)        | Quimerc'h (km 728,7)         | 115    |
| Quimerc'h (km 728,7)         | Viaduc de Daoulas (km 752,1) | 120    |
| Viaduc de Daoulas (km 752,1) | Landerneau (km 769,1)        | 110    |

Note : entre Quimper et Landerneau, les vitesses limites ont été abaissées en 2015, jusqu'à 60 km/h sur certains tronçons, en raison de l'état de la ligne.

## Équipement
La portion de ligne de Savenay à Quimper est à double voie, et électrifiée en courant alternatif 25 kV depuis le 8 septembre 1991 (sauf la section Gestel - Quimper, électrifiée un an plus tard). Elle est de plus équipée du système de sécurité ferroviaire block automatique à permissivité restreinte (BAPR).
La portion de la ligne entre Quimper et Landerneau est à voie unique. L'ensemble est commandé depuis la gare de commande de Quimper. Elle est équipée du système de signalisation Block Manuel de Voie Unique type SNCF (BMVU).

## Trafic
Comme sur les autres lignes bretonnes, le trafic est d'abord caractérisé par la forte domination du trafic voyageurs : sur les 53 trains qui parcouraient quotidiennement la section Rennes – Redon en 1990, 39 transportaient des voyageurs, et cette proportion a augmenté depuis l'arrivée du TGV.
Par ailleurs, à l'instar de la ligne Rennes – Brest avec laquelle elle partage de nombreuses similitudes, le trafic est marqué par l'importance des relations avec la capitale, portées par le tourisme : selon le jour de la semaine et le sens, 5 à 8 trains relient la gare de Paris-Montparnasse à celle de Quimper. De plus, un aller-retour hebdomadaire relie le sud de la Bretagne à Lille Europe.
Gares d'arrêt des TGV  : la gare de Redon en Ille-et-Vilaine ; les gares de Vannes, Auray, et Lorient dans le Morbihan ; les gares de Quimperlé, Rosporden, et Quimper, dans le Finistère. Sur la branche nord Rennes – Brest, la gare de Landerneau est aussi une gare TGV mais n'y roulent que ceux empruntant la ligne Paris – Brest, le tronçon de Quimper à Landerneau, à voie unique non électrifié, n'étant utilisé que par les TER Bretagne.
Depuis le service annuel 2011 (SA 2011), il existe une liaison TER Nantes – Brest sans changement, assurée par les nouveaux AGC Bimodes capables de rouler à l'électricité comme au diesel. Le changement de mode de traction s'effectue lorsque le train est à l'arrêt aux gares de Quimper et Landerneau.

## Améliorations
Dans le cadre du contrat de projet 2007-2013 était envisagé une augmentation des fréquences et une réduction des temps de parcours entre Quimper et Landerneau par l'augmentation des vitesses à 120/140km/h entre Quimper et Châteaulin sur un linéaire cumulé de 19 km, l'aménagement des évitements statiques des gares de Châteaulin et de Dirinon et la création d'une zone de double voie sur 10 km entre Pont-de-Buis-lès-Quimerch et Hanvec. Toutefois, ce programme a été ajourné, face au problème de risques d'éboulements qui rend insuffisant le financement prévu par la région à hauteur de soixante millions d'euros,. 
En 2015, du fait du vieillissement de la ligne, une diminution des vitesses est imposée sur certains tronçons, ce qui augmente la durée des trajets (jusqu'à 1h50 entre Brest et Quimper) et fait craindre un abandon progressif de cette partie de la ligne. 
Fin 2016, la ligne est finalement fermée entre Quimper et Landerneau pour rénovation du 11 décembre 2016 au 9 décembre 2017. D'un budget de 78 millions d'euros, les travaux portent sur la rénovation de 70 km de voies, huit ouvrages d'art et un nouveau poste d'aiguillage créé entre Dirinon et Loperhet,.